# Comunità di Sant'Egidio
La Comunità di Sant'Egidio è un movimento laicale di ispirazione cristiana cattolica, dedito alla preghiera e alla comunicazione del Vangelo, che si definisce come "associazione pubblica di laici della Chiesa".
Nata in Italia nel 1968, è oggi diffusa in più di 70 paesi in diversi continenti. È riconosciuta come "Associazione internazionale di fedeli" dal Pontificio consiglio per i laici.

## Storia
La Comunità di Sant'Egidio nasce a Roma nel 1968 per iniziativa di Andrea Riccardi che, nel clima di rinnovamento del Concilio Vaticano II, comincia a riunire un gruppo di liceali, com'era lui stesso, per ascoltare e mettere in pratica il Vangelo. Nel giro di pochi anni la loro esperienza si diffonde in diversi ambienti studenteschi e si concretizza in attività a favore degli emarginati. Nei quartieri popolari della periferia romana inizia il lavoro di evangelizzazione che porta alla nascita di comunità di adulti.
Il primo dei servizi della comunità, quando ancora non aveva preso il nome di Sant'Egidio, fu la scuola popolare per i bambini emarginati delle baraccopoli romane, come il “Cinodromo”, lungo il Tevere, nella zona sud di Roma.
Dal 1973, nella chiesa di Sant'Egidio in Trastevere, la prima chiesa della Comunità, si dà il via alla consuetudine della preghiera comunitaria serale, che da allora accompagna la vita di tutte le comunità.
Nella seconda metà degli anni Settanta, la Comunità comincia a radicarsi anche in altre città italiane e, poi negli anni Ottanta, a diffondersi in Africa, America e Asia. Sin dalle origini, il servizio ai poveri e il sostegno ai diritti e alla dignità della persona caratterizza, assieme alla preghiera e alla comunicazione del Vangelo, la vita della Comunità che ha costruito forme di aiuto e di amicizia per fronteggiare diverse situazioni di povertà e disagio (anziani soli e non autosufficienti, immigrati, nomadi e persone senza fissa dimora, malati terminali e malati di AIDS, bambini a rischio di devianza e di emarginazione, tossicodipendenti e persone con disabilità, vittime della guerra, carcerati e condannati a morte).
La familiarità con le situazioni di povertà e la constatazione delle deprivazioni prodotte dalle guerre hanno portato la comunità di Sant'Egidio a un impegno esplicito a favore della pace.
Il 18 maggio 1986 il Pontificio Consiglio per i Laici riconosce la Comunità di Sant'Egidio come associazione internazionale di fedeli di diritto pontificio.

## Identità
La Comunità di Sant'Egidio è una famiglia di comunità radicate in differenti Chiese locali. Il termine “comunità” intende rispecchiare, in particolare, un'esigenza di fraternità, tanto più sentita in quanto i membri della Comunità vivono da laici nel mondo e ne sperimentano la dispersione. La collaborazione tra membri comunitari è, così, un tratto caratteristico di Sant'Egidio, sia al proprio interno, sia all'esterno, traducendosi in un atteggiamento di apertura e attenzione verso la società e altre esperienze ecclesiali.
Riferimenti spirituali della Comunità sono dagli inizi la prima comunità cristiana degli Atti degli Apostoli, l'amore preferenziale della Chiesa per i poveri, il primato della preghiera. Il carattere laicale e la collocazione in grandi città ha portato a sviluppare una spiritualità più propriamente “urbana”, che ricompone la normale dispersione della vita quotidiana e le proprie responsabilità (familiari, professionali, civili) attorno al primato dell'evangelizzazione e del servizio. Un passaggio decisivo in questa ricomposizione è la preghiera comune serale, aperta a tutti coloro che vogliano parteciparvi. La preghiera serale, accompagnata da quella personale e dall'ascolto quotidiano della Parola di Dio, hanno tra i propri temi centrali la misericordia di Dio per i malati e per i peccatori, la commozione di Gesù per le folle e l'invito ad annunciare il Vangelo.
Nel 1993, in occasione del 25º anniversario della fondazione, Giovanni Paolo II ha invitato la comunità di Sant'Egidio a proseguire il suo servizio senza altri limiti e confini che “quelli della carità”.

## Struttura
Il governo della Comunità è affidato al Presidente, coadiuvato dal Consiglio di presidenza e da un Assistente ecclesiastico. Il Presidente e il Consiglio di presidenza sono eletti ogni cinque anni dall'assemblea generale dei rappresentanti di tutti i nuclei di comunità. Nei Paesi in cui esistono più comunità è spesso nominato anche un Presidente nazionale.

## Diffusione
La Comunità di Sant'Egidio è costituita da una rete di piccole comunità di vita fraterna diffuse in 73 Paesi così distribuiti: Africa (29), Asia (7), Europa (23), Nordamerica (8), Sudamerica (5). I membri della comunità sono circa 60.000.
La comunità di Roma, dove ha avuto origine il movimento, ha un ruolo di riferimento per le realtà più nuove.

## Opere

### Sostegno ai poveri
La Comunità di Sant'Egidio ha dato vita nei diversi Paesi a numerose opere di sostegno ai poveri. Oltre a mense, scuole di lingua per gli immigrati, centri in cui si distribuiscono aiuti, scuole pomeridiane per bambini, centri per portatori di handicap, centri per anziani, ambulatori medici e centri per persone con disagio psichico, la Comunità offre i suoi servizi in campi nomadi, gestisce una scuola di pittura per disabili, case famiglia per bambini e adolescenti, case alloggio per malati cronici e per senza fissa dimora, case per anziani non autosufficienti, case protette per anziani parzialmente autosufficienti.
Negli anni novanta in seno alla Comunità sono sorti Il Paese dell'Arcobaleno (movimento per bambini e ragazzi), le Scuole del Vangelo (per adulti e famiglie), Viva gli Anziani (per la terza età), Gli Amici (per disabili e malati), Genti di pace (per i migranti). Alla Comunità sono anche collegate alcune organizzazioni non governative, che raccolgono iniziative di cooperazione allo sviluppo e di solidarietà, ad esempio in Kosovo, Albania, El Salvador, Guatemala.
Ogni comunità è chiamata, anche se piccola, a dare il suo contributo di solidarietà, prendendo ispirazione dall'episodio evangelico dell'obolo della vedova (Vangelo secondo Marco, 12,41).

### Programmi per contrastare l'AIDS e il sostegno all'infanzia in Africa
A Sant'Egidio si devono la realizzazione di un ospedale per malati di tubercolosi in Guinea-Bissau e la realizzazione in Mozambico di un centro nazionale di prevenzione e cura dell'Aids. La Comunità porta inoltre avanti i programmi Bravo e Dream, entrambi sul continente africano.
Il programma Dream (acronimo di Drug Resource Enhancement against AIDS and Malnutrition) consiste in una serie di centri di analisi e cura per HIV sieropositivi e malati di AIDS, accompagnati da centri nutrizionali, dedicati alla popolazione denutrita ed ai pazienti in terapia nei centri di cura, e da laboratori di analisi. Il programma, presente in dieci paesi africani, comprende inoltre corsi di formazione per il personale locale. Vengono assistite circa 88.000 persone, di cui 52.000 in terapia antiretrovirale. Viene posta particolare attenzione nella prevenzione del contagio verticale (dalla madre al figlio durante il parto), e sono circa 10.000 i bambini nati sani da madre sieropositiva nell'ambito del programma.
Il programma Bravo (acronimo di Birth Registration for All Versus Oblivion) si pone l'obbiettivo di contrastare il fenomeno crescente dei bambini privi di registrazione anagrafica. Il numero di bambini non registrati all'anagrafe è stimato dall'UNICEF intorno ai 51 milioni all'anno. La mancata registrazione anagrafica esclude da qualunque servizio pubblico, compresi quelli scolastici e sanitari, nonché l'intervento delle forze dell'ordine in caso di scomparsa o rapimento. L'estrema vulnerabilità di questa fascia della popolazione alimenta instabilità e conflitti. All'interno del programma viene praticata la registrazione anagrafica dei bambini che non siano registrati, e che sarebbero altrimenti inesistenti dal punto di vista legale.

### Pace e mediazione internazionale
L'Ufficio Internazionale della Comunità ha l'obiettivo di perseguire la pace e la cooperazione tra i popoli. In varie occasioni è stato indicato come "diplomazia parallela" o "ONU di Trastevere". In particolare, la Comunità cerca di realizzare la solidarietà e l'aiuto umanitario alle popolazioni civili che soffrono a causa della guerra: i mezzi di questo servizio alla pace e alla riconciliazione sono quelli della preghiera, della condivisione, dell'incontro e del dialogo.
Il primo risultato ottenuto in ambito internazionale si ebbe nel 1990, quando tramite l'appoggio delle Nazioni Unite, il sottosegretario agli Affari Esteri Mario Raffaelli, l'Ambasciatore d'Italia Manfredo Incisa di Camerana e la Comunità di Sant'Egidio aprirono un tavolo di trattative tra i contendenti della guerra civile in Mozambico, il FRELIMO e la RENAMO, che portò nel 1992 alla firma degli Accordi di pace di Roma. Gli accordi vengono considerati dai componenti della comunità come "l'esempio di come una realtà non istituzionale, quale la Comunità di Sant'Egidio, possa portare a termine con successo una mediazione con una miscela e una sinergia di responsabilità tra entità governative e non".
L'Ufficio Internazionale ha partecipato a numerose altre trattative: alcune con conclusione positiva, come l'accordo di pace per il Guatemala nel 1996, l'Accordo di Garanzia con il quale i politici albanesi si impegnavano a rispettare il risultato delle elezioni che posero fine all'Anarchia albanese del 1997 e la liberazione del leader kosovaro Ibrahim Rugova; altre con esito negativo, come le trattative tra i leader algerini tra il 1994 e il 1999 o il tentativo di raggiungere un accordo per la pace nel nord dell'Uganda, fallito a causa del rifiuto all'ultimo momento da parte dell'LRA di Joseph Kony. Il 28 maggio 2010, è stata firmata una intesa per la democrazia in Guinea.
La Comunità organizza ogni anno dal 1986 un incontro internazionale tra i leader delle diverse religioni, allo scopo di favorire il dialogo interreligioso e di conseguenza il dialogo tra i popoli.
Più di recente è stata attivata una battaglia per una moratoria mondiale di tutte le esecuzioni capitali dall'anno 2000, che la comunità ha intrapreso a livello internazionale assieme ad altre organizzazioni. È un passaggio importante, che vede uno sforzo di particolare intensità di Sant'Egidio e dei suoi membri in ogni parte dei mondo in cui sono presenti, per l'affermazione del valore della vita senza eccezioni, a tutti i livelli.
Altre iniziative umanitarie sono state realizzate contro le mine anti uomo, per il concreto aiuto ai profughi e alle vittime di guerre e carestie, come in Sudan del Sud, Burundi, Albania e Kosovo, per il sostegno delle popolazioni colpite in Centro America dall'uragano Mitch, o per la liberazione di schiavi, dove questa pratica inumana è ancora utilizzata.

## Preghiera e comunicazione del Vangelo
La Comunità di Sant'Egidio pone in primo piano, tra le proprie attività, la preghiera. La lettura delle Scritture ha in questo ambito un ruolo centrale: l'idea è quella di riprendere l'esperienza dei discepoli raccolti attorno a Gesù per ascoltarne la parola. Concordia e assiduità nella preghiera (Atti degli Apostoli, 2,42) costituiscono quindi la via offerta e richiesta a tutti i membri della comunità.
Le comunità, a Roma e in altre parti d'Italia, d'Europa o del mondo, si riuniscono frequentemente per pregare assieme. In molte città ogni sera viene organizzata una preghiera comunitaria aperta a tutte le persone interessate. A ogni membro della comunità è chiesto inoltre di trovare uno spazio significativo nella propria vita per la preghiera personale e per la lettura delle Scritture, cominciando dai Vangeli.
La comunicazione del Vangelo è un'attività cui la comunità dedica particolare rilevanza. Nell'esperienza di Sant'Egidio essere discepoli e vivere e comunicare la Parola di Gesù sono infatti strettamente correlati: per questo è stata avviata negli anni una “fraternità missionaria” in molte parti del mondo.

## Riconoscimenti internazionali
Negli anni sono stati assegnati alla Comunità (o a persone ad essa appartenenti) alcuni riconoscimenti a livello internazionale. In particolare ricordiamo:
- Premio Balzan per l'umanità, la pace e la fratellanza fra i popoli: assegnato nel 2004 alla Comunità di Sant'Egidio "per l'impegno della Comunità di Sant'Egidio nel rilanciare nel mondo la convivenza pacifica tra gruppi di etnia diversa e nel promuovere, indipendentemente dal credo religioso, l'azione umanitaria, di pace e di fratellanza fra i popoli, e in particolare per la realizzazione del suo programma DREAM di lotta all'AIDS e alla malnutrizione che si sta realizzando in Mozambico, modello concreto per altri paesi africani in difficoltà."[9];
- Premio Carlo Magno: assegnato nel 2009 ad Andrea Riccardi[10];
- Premio della fondazione Chirac per la prevenzione dei conflitti: assegnato nel 2010 a Mario Giro "per il suo lavoro con la Comunità di Sant'Egidio"[11].
- Premio Giornalistico Archivio Disarmo - Colombe d'oro per la Pace, assegnato nel 2016 nell'ambito della XXXII edizione dell'evento, per il progetto Corridoi Umanitari.